# SSPX Resistance
Die SSPX Resistance oder FSSPX Resistance ist eine aus der 1970 von Marcel Lefebvre gegründeten Priesterbruderschaft St. Pius X. durch Abspaltung hervorgegangene ultratraditionalistische römisch-katholische Gemeinschaft, die von der Kirche nicht anerkannt wird. Vertreter der SSPX Resistance behaupten, die Reformen der vergangenen Jahrzehnte zerstörten die Kirche und gefährdeten das religiöse Leben.

## Geschichte

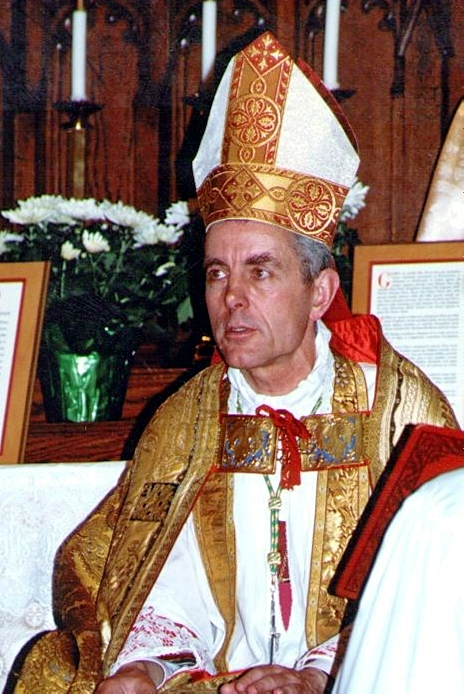
Bischof Richard Williamson im Jahr 1991

Nachdem im Oktober 2012 der in Deutschland wegen Volksverhetzung bzw. Holocaustleugnung verurteilte Antisemit Richard Williamson wegen Ungehorsams aus der Piusbruderschaft ausgeschlossen worden war, gründete er eine neue Gruppe, die schließlich als SSPX Resistance bekannt wurde. Diese Gruppe lehnte die Inhalte des Zweiten Vatikanischen Konzils ab, sah sich als Bewahrerin der alten Werte, wehrte sich strikt gegen jede Annäherung an die offiziellen Positionen der Kirche und hoffte, dass der Vatikan sich ihren Meinungen anschließen würde. Bis zum Frühjahr 2017 schlossen sich etwa 100 Priester, die einst der Piusbruderschaft angehört hatten, der SSPX Resistance an.
Ross Ahlfeld vertrat im Jahr 2018 die Theorie, Williamson, der ursprünglich gar nicht katholisch war, sondern aus einer anglikanischen Familie stammte, neige vielleicht gerade wegen dieses biographischen Details zu besonders radikalen Positionen und zur Ablehnung des Papsttums. Er sei „typical of a cleric who made a journey from Anglicanism, straight into traditionalism“ und habe als solcher „never spent any real time as ordinary lay person in a mainstream parish.“ Womöglich übertrügen solche Konvertiten sogar unbewusst „some kind of latent protestant hostility to the papacy into their own Catholic traditionalism via a process of osmosis“. Ahlfeld verglich Williamsons Konfessionswechsel mit dem Fall der Politiker Alistair Darling und John Reid, die als Marxisten begonnen und sich schließlich politisch ziemlich weit nach rechts bewegt hätten.
Bereits im Frühjahr 2013 stellte Daniel Themann, Mitglied der Piusbruderschaft, auf einer Veranstaltung in Kansas klar, dass der „Widerstand“ der SSPX Resistance in seinen Augen ein Irrtum war. Er sah darin eine eher reflexhafte Reaktion auf die einlenkenden Versuche der katholischen Kirche, mit der Piusbruderschaft wieder in engeren Kontakt zu kommen. Allein die Tatsache, dass manche Mitglieder der Piusbruderschaft bereit gewesen seien, über die Angebote des Papstes Benedikt XVI. nachzudenken, habe zu deren Verdammung durch konservativere Vertreter der Gemeinschaft geführt. In einem einleitenden Text zu der Veranstaltung ist zu lesen: „Certain of SSPX priests began to accuse their superiors of abandoning the SSPX traditional stance, simply for considering this offer [gemeint sind die Angebote zum Dialog, die Benedikt XVI. der Priesterbruderschaft St. Pius X. gemacht hatte]. What is more, they encouraged the faithful to follow them in their rebellion. Contending that any discussions with Rome somehow indicate a compromise with liberalism, these priests set themselves up as the only true representatives of the line traced out by Archbishop Lefebvre.“
Nach Williamsons Tod Ende Januar 2025 war unklar, wie sich die SSPX Resistance weiterentwickeln würde. Sein Tod habe bei den traditionalistischen Hardlinern ein Machtvakuum hinterlassen und es sei nicht abzusehen, ob nun weitere Zersplitterung bevorstehe oder ob die von Williamson geweihten Bischöfe Jean-Michel Faure, Tomás de Aquino Ferreira da Costa, Gerardo Zendejas, Giacomo Ballini, Paul Morgan, Michał Stobnicki und Carlo Maria Viganò die Bewegung zusammenhalten könnten. Anders als Lefebvre habe Williamson kein klar strukturiertes und hierarchisch geordnetes Gefüge hinterlassen. Es bleibe abzuwarten, ob einer der Bischöfe genügend Charisma entwickeln werde, um Williamsons Position zu übernehmen. „This uncertainty may lead to a diminishing of the Resistance, or conversely, to the emergence of more radical factions within the traditionalist world“, schrieb ein Kommentator.
Zumindest Morgans Position nach dessen Ausstieg aus der Piusbruderschaft war ohnehin ziemlich unklar geblieben; es hatten zeitweise sogar Zweifel daran bestanden, ob dieser Mann wirklich zur SSPX Resistance übergegangen war. Morgan leitete dann aber die Begräbnisfeierlichkeiten für Williamson. Sie fanden in der um 1913 erbauten Westgate Hall in Canterbury statt, nachdem die Piusbruderschaft es abgelehnt hatte, irgendeine ihrer Liegenschaften dafür zur Verfügung zu stellen. Einer der Teilnehmer war Roberto Fiore von der Forza Nuova. Williamson wurde anschließend in Ramsgate auf dem Friedhof der Kirche beigesetzt, die nach Augustinus von Canterbury benannt ist.
Einige Monate später konstantierte man im Blog thecatholictrumpet, man habe jetzt „a crossroads“ erreicht: Mindestens drei „known child-molesters“ seien nach Williamsons Tod in den Reihen der SSPX Resistance verblieben, und wenn Ballini - der sich aber nach Italien abgesetzt habe - und Morgan im akuten Fall nicht Stellung bezögen, dann werde das gesamte „Resistance movement“ darunter zu leiden haben. Hier zu schweigen, sei „not true Catholic charity“, sondern „the rotten fruit of a mini-lavender mafia – a hidden network of sexual abusers and their protectors“.

## Aktivitäten
Die SSPX Resistance operierte schon bald nach ihrer Gründung von unterschiedlichen Standorten aus.
Williamson selbst kaufte 2014 das Regina Martyrum House mit der Adresse 17, West Cliff Road in Broadstairs. Das Haus bot viel Platz; unter anderem zog Stephen Abraham dort ein, nachdem er von der Piusbruderschaft zur SSPX Resistance übergegangen war.
Ab 2015 wurden in der Earlsfield-Bibliothek im südlichen London durch die SSPX Resistance Messen abgehalten. Den Raum buchte jeweils der Stella Maris Mass Fund. Auch in Bingley in West Yorkshire und in Liverpool wurden laut einem Artikel aus dem Jahr 2017 damals Messen abgehalten.
In Polen bestehen laut Michał Stobnicki (Stand: 2024) über 20 Zentren, in denen die SSPX Resistance aktiv ist.
2016 wurde durch Giacomo Ballini eine Basis auf einem ehemaligen Bauernhof in Irland in der Nähe von Reenascreena im County Cork eingerichtet. 2019 beantragte Ballini auch die Genehmigung, dort einen Friedhof samt Altar und lebensgroßem Kruzifix anzulegen. Dies stieß allerdings offenbar auf Widerstand seitens der Bewohner der Gegend von Drinagh und wurde vorerst auch nicht durchgeführt.

### Rechtsextremes, antisemitisches und verschwörungstheoretisches Gedankengut
Die SSPX Resistance beschränkt sich nicht auf religiöse Themen, sondern hat auch politische Interessen.
Bei einem Besuch des Anwesens im County Cork im März 2020 erklärte Williamson, Covid-19 sei wahrscheinlich „the creation of the Jews“, außerdem seien die Juden in direktem Kontakt mit dem Satan, manipulierten die Weltwirtschaft und bereiteten den Dritten Weltkrieg vor. Im Sommer 2020 begann die SSPX Resistance Videos zu publizieren, in denen sie sich über Menschen, die zum Schutz vor einer Covid-19-Infektion medizinische Masken trugen, lustig machte. Ballini und andere Mitglieder der Gruppe gingen damals auch ohne Masken in einem Supermarkt in Dunmanway einkaufen. Von der Aktivistin Fiona O’Leary angesprochen, gaben sie an, in Irland zu leben, erläuterten aber nicht, dass sie ihr Quartier in nächster Nähe hatten.  O’Leary wurde angezeigt und verhört, als sie begann, öffentlich über die SSPX Resistance, die sich in ihrer Nachbarschaft niedergelassen hatte, zu berichten.
Am 3. August 2020 schlossen sich etliche Bewohner des SSPX-Anwesens einer „Resistance Pilgrimage“ auf den Hill of Slane an, wo sich ungefähr 100 Menschen versammelten, ohne die geltenden Covid-Regeln einzuhalten.
Im Dezember desselben Jahres brachen zwei angebliche Karmelitinnen der Palmarianisch-katholischen Kirche die Corona-Regeln, um einem „Exorzismus“ beizuwohnen, den Ballini vor dem Regierungssitz in Dublin vornahm. Diese beiden angeblichen Nonnen, Irene Gibson und Hannah Loeman aus Neuseeland, die sich Sr. Anne Marie nannte, hatten sich um 2016 in Dunmanway im County Cork in der Nähe der Niederlassung der SSPX angesiedelt. 2019 waren sie in die Schlagzeilen geraten, weil sie illegalerweise den Bau einer Unterkunft in der Nähe von Leap begonnen hatten. Sie wurden dazu verurteilt, den Platz in seinen ursprünglichen Zustand zurückzuversetzen und die Gegend zu verlassen.
Daraufhin starteten die beiden Frauen Fundraising-Aktionen, um sich legal in der Gegend ankaufen zu können. Sie sammelten bis Februar 2021 über GoFundMe mehr als 77.000 Euro, ehe die Plattform diese Spendenkampagne offenbar von ihrer Seite entfernte. Daraufhin benutzten sie GiveSendGo. Im Februar 2022 wurde die Website von GiveSendGo gehackt. Die Aktivistengruppe Distributed Denial of Secrets leitete die Entdeckungen, die sie dort gemacht hatte, an Journalisten weiter. Die angeblichen Nonnen hatten zu diesem Zeitpunkt ihr Spendenziel von 60.000 Dollar schon fast erreicht. Es stellte sich heraus, dass ihre Geldgeber zu einem guten Teil in den USA ansässig waren: 231 von insgesamt 428 Spenden waren von dort aus eingegangen. Andere Spender versahen von Australien, Belgien und Kanada aus die beiden Frauen mit Geld. Nur 60 Spenden kamen aus Irland; eine davon von einer Person in Cork, die – ebenfalls 2022 – wegen „harassing a former Sinn Féin TD“ verurteilt worden war. Ein anderer Spender war vermutlich Patrick Girouard, ein SSPX-Resistance-Mitglied, das gleich fünfmal Geld überwies. Girouard hatte die Piusbruderschaft im Jahr 2013 verlassen. Edward MacDonald, ein weiteres SSPX-Resistance-Mitglied, spendete unter drei verschiedenen Pseudonymen, gab aber jeweils dieselbe E-Mail-Adresse an. Das Bauernhaus, in dem sich die beiden Frauen 2021 niederließen, stand auf einem Grundstück von 24 Acres.
Um 2022 begannen die beiden Frauen regelmäßig im Livestream des Rechtsextremisten Niall McConnell zu erscheinen. Dort verbreiteten sie Verschwörungstheorien und beschuldigten katholische Priester, ihren Glauben verloren zu haben. Hannah Loeman sah in den Freimaurern eine Macht, die satanische Taktiken anwende, Kriege auslöse und an Karl Marx’ Ideen zum Kommunismus schuld sei, der seinerseits die Kirche infiltriere und unterminiere.
Im Frühjahr 2022 wurde auch berichtet, der neuseeländische Neonazi Sam Brittenden, Mitglied der Action Zealandia, der unter anderem wegen terroristischer Drohungen gegen eine Moschee in Christchurch festgenommen worden war, habe sich der neuseeländischen Fraktion der SSPX Resistance angeschlossen, sei aber nun über Belfast auf dem Weg zu der SSPX-Resistance-Gruppe, die sich im irischen Cork niedergelassen hatte.
Auch einflussreiche Menschen irischer Abstammung verhielten sich der SSPX Resistance gegenüber aufgeschlossen. Der Leiter der National Party besuche, stellte man 2022 fest, unregelmäßig die Gottesdienste der SSPX Resistance in Longford, und Matthew Bruton, Sohn von John Bruton, habe ebenfalls enge Verbindungen zu der Gruppe.
Von der Kirche nicht anerkannt, hat die SSPX Resistance laut der Untersuchung von 2022 „quite a lot in common with other conservative Catholic groups based in Ireland“, unter anderem den Hang zu Verschwörungstheorien, die Ansätze, die Gesellschaft zu spalten, und die Finanzierung durch Geldgeber aus dem Ausland, insbesondere aus den USA.
Im Dezember 2024 veröffentlichte The Southern Star eine Dokumentation über die Aktivitäten der Gruppe in West-Cork. In der Kapelle auf dem Anwesen bei Reenacreena in der Nähe von Dunmanway, das Ballini als Hauptquartier der SSPX Resistance gekauft hatte, wurde regelmäßig die Tridentinische Messe gelesen. Sie stand auch Nicht-Mitgliedern der SSPX Resistance offen und hatte einigen Zulauf.
Besorgnis erregte laut der Dokumentation von 2024 bei den Iren aber vor allem die Verbindung zu rechtsextremen Gruppierungen im Vereinigten Königreich. Zwar sei man erleichtert, dass bei den zurückliegenden Parlamentswahlen keiner der rechtsextremen Kandidaten Erfolg gehabt habe, aber man rechne damit, dass, wie in anderen Ländern Europas auch, die Hassbotschaften einiger Hetzer dennoch Einfluss auf die Gesellschaft nehmen könnten. Man stelle derzeit „a rise in hate-fuelled crimes in this country and the increasing threat to our democracy by bad actors“ fest, über die die Öffentlichkeit aufgeklärt werden müsse.

### Fehlende Transparenz und Missbrauchsfälle
Im September 2024 äußerte der Erzbischof von Perth in Australien, Timothy Costelloe, sich kritisch gegenüber der SSPX Resistance und betonte, dass diese Gruppierung nichts mit der offiziellen katholischen Kirche zu tun hatte. Anlass war die Tatsache, dass Giacomo Ballini, Nicholas Rynne, der der Erzdiözese von Sydney angehörte, und der von Williamson ordinierte Luke Makaritis die traditionelle lateinische Messe auf dem Gebiet der Erzdiözese von Perth gefeiert hatten und dass weder sie noch der Geistliche Michael Rowe, der ihnen sein Gotteshaus zur Verfügung gestellt hatte, die dafür notwendige Erlaubnis bei ihm eingeholt hatten. Costelloe enthob schließlich Rowe seines Amtes. Er betonte, dass es nach wie vor für Gläubige, die die traditionelle lateinische Messe gegenüber der Messe nach dem Novus Ordo bevorzugten, legitime Möglichkeiten des Gottesdienstbesuchs in seiner Diözese gebe.
Im irischen Bistum Derry warnten im Frühjahr 2025 sowohl der Bischof Donal McKeown als auch andere Priester vor der Seelenfängerei der Gruppierung. „They are a poison. They are dangerous. They masquerade as something they are not“, erklärte der Priester Francis Bradley. Die Vertreter der SSPX Resistance seien Wölfe im Schafspelz: „They can sell themselves off to people as being more Catholic than the Pope and that is how they would see themselves. [...] Some of their message is hate-filled and it’s based on an antiquated understanding of human history and a properly Catholic Christian anthropology. What they offer verges on the profane for it undermines the unity, which Christ himself called for amongst his flock.“ Insbesondere drei Punkte hob Bischof McKeown hervor:
- „The priests associated with SSPX Resistance Ireland are not in full communion with the Catholic Church and they do not accept the full teaching authority of the Church.
- The priests of SSPX Resistance Ireland administer sacraments, but do so illicitly - that is, without the necessary faculties and approval of the Church.
- The Catholic Church has no supervision whatsoever of the priests or ministers of SSPX Resistance Ireland, who have no connection with the Diocese of Derry in terms of Safeguarding practices and policies and are not overseen by the Bishop of Derry.“[29]

Ballini antwortete darauf sehr ironisch und bedankte sich bei McKeown, der netter gewesen sei als Costelloe, für die Publicity, verzichtete aber auf einen Kommentar zum Thema „Safeguarding“.
Ebenfalls im Frühjahr 2025 wurde in Irland Anzeige erstattet, nachdem der Verdacht aufgekommen war, dass Messen von einem Mann gelesen worden waren, der sich neuerdings der Gruppe angeschlossen hatte und der wegen pädophiler Vergehen seinen Status als Geistlicher verloren hatte.
Der irisch-kanadische katholische YouTuber Robert Nugent, der regelmäßig Appelle veröffentlichte, die Einheit der Kirche zu wahren und sich von den SSPX-Resistance-Aktivisten fernzuhalten, zitierte in diesem Zusammenhang in einem Video im Frühjahr 2025 zwei Schreiben über einen Priester, der am 26. August 2017 in Fort-de-France als Diakon ordiniert worden war und am 6. Februar 2024 den Status eines Klerikers verloren hatte, weil man ihn des Kindesmissbrauchs für schuldig befunden hatte. Das eine stammte laut Nugent von Abbé Benoît Paul-Joseph in Fort-de-France und bestätigte den Ausgang der Untersuchung und das Urteil, das andere von Carlo Maria Viganò, der erklärte, dieser Mann sei ausgesprochen hinterlistig, man habe den Kontakt mit ihm zu meiden und er dürfe auf keinen Fall Kontakt mit Kindern und Jugendlichen haben. Ballini sei informiert, habe aber leider keine Maßnahmen ergriffen. Zwei Tage später meldete sich der YouTuber Brendan Kavanagh über Nugents Kanal und erklärte, dieser „dodgy priest“ habe in seiner Privatkapelle im UK eine Messe gelesen, sich aber bei dem Besuch auf seinem Grundstück dermaßen seltsam verhalten, dass er auf Martinique nachgefragt und erfahren habe, dass der Mann aus besagten Gründen gar nicht mehr Geistlicher sei. Er habe die Telefonnummer dieses Mannes von der SSPX Resistance erhalten und ihn „on good faith“ engagiert. Die Antwort aus Martinique habe er an Bischof Paul Morgan weitergeleitet. Auch Morgan, der laut Kavanagh für den Mann gutgesagt hatte, habe auf das Statement aus Martinique nur mit Schweigen reagiert. Der ehemalige Priester selbst behaupte, er sei das Opfer einer Intrige und der Erzbischof auf Martinique habe persönlich Kinder unter Druck gesetzt, damit sie Falschaussagen gegen ihn machten.
Besorgnisse insbesondere wegen der mangelnden Kontrolle und der fehlenden „Safeguarding practices“ innerhalb der Gruppe waren schon früher laut geworden. Bereits 2017 war im Independent berichtet worden, Williamson habe Priester, die des Kindesmissbrauchs verdächtigt bzw. überführt worden seien, in der SSPX-Resistance-Basis in Broadstairs, in der er auch selbst lebte, aufgenommen und ihnen erlaubt, weiterhin als Priester zu praktizieren.